# Flavius Severianus
Flavius Severianus (mit vollem Namen möglicherweise Gaius oder Marcus Flavius Valerius Severianus; † 313) war der Sohn des römischen Kaisers Severus. Nach dem Tod des Galerius 311 floh er vor Licinius in den Machtbereich des Maximinus Daia, der ihn als praeses der Provinz Isauria einsetzte. Nach der Niederlage gegen Licinius am 30. April 313 hielt sich Severianus am Hof des Maximinus in Tarsus auf. Als Maximinus im August 313 starb, versuchte Severianus möglicherweise, sich als Kaiser an seine Stelle zu setzen. Licinius ließ ihn unter dem Vorwurf des Hochverrats als Usurpator hinrichten.